# All or Nothing (пісня Шер)
«All or Nothing» («Все або нічого») — пісня американської співачки та акторки Шер із її 22-го студійного альбому «Believe» (1998). Пісня вийшла як третій міжнародний сингл «Believe» 7 червня 1999 року на лейблах «WEA» та «Warner Bros. Records». «All or Nothing» увійшла до топ-40 чарту журналу «Billboard» «Hot 100 Singles Sales» під номером 38 і посіла перше місце в чарті «Billboard» «Dance/Club Play Songs». У Європі сингл увійшов до десятки найкращих чартів Чехії, Фінляндії, Угорщини та Шотландії.

## Оцінки
Ларрі Флік з «Billboard» написав, що пісня «більше схиляється до поп-музики — як і пісня № 1 Believe, — але, як і раніше, є чистою танцювальною феєрією, яка не приносить нічого, крім піднесеного розмаїття в радіоефір». Він описав її як пісню, «настільки радісну і добре виконану, що вона робить життя трохи приємнішим, ніж чотири хвилини тому». Can't Stop the Pop described it as «one of her most beautifully melancholic moments», adding that «it embraces the disco-heartbreak mood and carves its own identity.» «Can't Stop the Pop» описали пісню співачки як «один із її найкрасивіших меланхолійних моментів», додавши, що «вона передає настрій диско-розбитих сердець, створюючи свою власну ідентичність». Боб Валішевскі з «Plugged In» заявив, що у «All or Nothing» «артистка намагається визначити, чи повинна вона продовжувати, здавалося б, марну погоню за любов'ю („Але я переслідую тіні,/Ми й надалі продовжуємо сваритися/Тебе це зараз хвилює?“)».

## Відеокліп
Відеокліп для «All or Nothing» був знятий, тоді як Шер була на гастролях на підтримку її останнього альбому «Believe». Більша частина відео містила як різні уривки з виступів під час туру «Do You Believe?», так і окремо зняті нові сцени, у яких Шер носить червону перуку та срібний костюм (але не той, який вона одягала під час турне), цей типаж сама співачка описала як «Клоун Бозо зустрічає Хоробре Сердце»
У 1999 році відео було випущено на VHS і CD-R у Північній Америці й увійшло пізніше того ж року до тайванського випуску альбому «Believe».
Було зроблено відео-ремікс, який дуже схожий на оригінальну версію. Але основна відмінність полягає у тому, що відео реміксу було чорно-біле. Хоча Ден Ракс, найбільш відомий як Ден-О-Рама, створив усі відео-ремікси до синглів альбому «Believe» (включаючи відео-мікс, що показувався під час туру), не існує підтвердження його авторства відео-ремікса «All or Nothing». У відео використано ремікс «Almighty Definitive».
До випуску оригінального відео, у Великій Британії та Європі транслювалося відео, складене з кадрів останніх двох кліпів — «Believe» та «Strong Enough», оскільки офіційне відео не було завершено вчасно.

## Чарти
| Чарт (1999)                            | Позиції |
| -------------------------------------- | ------- |
| Австралія (ARIA)                       | 62      |
| Австрія (Ö3 Austria Top 75)            | 38      |
| Бельгія (Ultratop Flanders)            | 28      |
| Бельгія (Ultratop Wallonia)            | 28      |
| Czech Republic (IFPI)                  | 3       |
| Данія (Tracklisten)                    | 14      |
| Європа (European Hot 100 Singles)      | 39      |
| Європа (European Hit Radio Top 40)     | 9       |
| Фінляндія (Suomen virallinen lista)    | 4       |
| Франція (SNEP)                         | 30      |
| Німеччина (Official German Charts)     | 44      |
| Угорщина (Mahasz)                      | 5       |
| Ірландія (IRMA)                        | 26      |
| Нідерланди (Dutch Top 40 Tipparade)    | 14      |
| Нідерланди (Mega Single Top 100)       | 61      |
| Нова Зеландія (RIANZ)                  | 28      |
| Шотландія (Official Charts Company)    | 10      |
| Швеція (Sverigetopplistan)             | 58      |
| Швейцарія (Media Control AG)           | 30      |
| Велика Британія (UK Singles Chart)     | 12      |
| США (Hot Dance Club Songs) (Billboard) | 1       |
| США Hot Singles Sales (Billboard)      | 38      |

| Чарт (1999)                           | Позиція |
| ------------------------------------- | ------- |
| Європа (European Radio 100 Singles)   | 41      |
| Румунія (Romanian Top 100)            | 20      |
| США (US Dance Club Songs (Billboard)) | 4       |

## Історія релізу
| Регіон          | Дата            | Формат(и)                                       | Лейбл(и)     | Ref.   |
| --------------- | --------------- | ----------------------------------------------- | ------------ | ------ |
| Велика Британія | 7 червня, 1999  | CD касета                                       | WEA          | [ 29 ] |
| США             | 13 вересня 1999 | Adult contemporary hot adult contemporary радіо | Warner Bros. | [ 30 ] |
| США             | 14 вересня 1999 | Contemporary hit radio                          | Warner Bros. | [ 31 ] |